# Schmitz Cargobull
Schmitz Cargobull AG — немецкий производитель седельных полуприцепов, прицепов и надстроек. Штаб-квартира компании находится в городе Хорстмар, местом регистрации акционерного общества является находящийся неподалеку Альтенберге (федеративная земля Северный Рейн-Вестфалия). В 2014, 2015 отчетных годах оборот этого предприятия составил 1,589 млрд евро, что делает компанию одним из лидеров европейского рынка. Число её сотрудников достигает 4920 человек. Акции предприятия в равных долях принадлежат семьям Хайнца Шмитца, Петера Шмитца и Бернда Хоффмана.

## История компании

### Основание и путь к успеху
История компании началась в городе Альтенберге ещё в 1892 году, когда её основатель Хайнрих Шмитц расширил кузницу, которой его семья владела более 100 лет, и занялся производством телег. С наступлением автомобильной эры в конце 20-х годов предприятие стало развивать новую перспективную отрасль. Именно в это время оно перестало быть ремесленной мастерской и превратилось в промышленное производство. В 1928 году был выпущен первый автомобильный прицеп с массивными резиновыми шинами. В 1935 году начался выпуск седельных полуприцепов и сухогрузных прицепов с деревянным каркасом и металлической обшивкой. В 1950 году Шмитц создал первый изотермический кузов для грузов, требующих соблюдения температурного режима.

### Расширение, кризис и реструктуризация
1960-е годы стали временем активного роста предприятия, а в начале 1970-х годов, после первого нефтяного кризиса, мощный толчок его развитию дали крупные заказы с Ближнего Востока. Однако в 1980-х годах с началом ирано-иракской войны поставки в арабские страны прекратились, и компания Schmitz Cargobull оказалась в глубоком кризисе.
Политические реформы в Восточной Европе и воссоединение Германии дали деятельности компании новый импульс, которого хватило до середины 1990-х годов, когда заказов вновь не стало. В связи с этим руководство компании провело кардинальную реструктуризацию её производственных процессов, ограничив ассортимент продукции четырьмя основными моделями, существенно сократив число необходимых запчастей, уменьшив срок изготовления и поставки продукции, а также снизив долю расходов на заработную плату сотрудников.
В марте 1999 года из-за низкого спроса был отменен биржевой выпуск акций предприятия, и с тех пор к данной идее руководство компании больше не возвращалось.
В 2004/2005 отчетном году годовой оборот компании Schmitz Cargobull впервые в её истории превысил 1 млрд евро (1,21 млрд евро, выпущено 36 000 единиц техники). За 5 лет оборот компании удвоился, а число сотрудников увеличилось на 1 500 человек.

### Компания сегодня
В 2007/2008 отчетном году торговый оборот компании перешагнул отметку в 2 млрд евро (2,14 млрд евро, 66 500 единиц техники). Во время мирового финансового кризиса 2009 года спрос на её продукцию заметно сократился, и в 2009/2010 отчетном году оборот компании уменьшился на 70 %, составив всего 660 млн евро (12 800 единиц техники). Однако уже в 2010/2011 отчетном году торговый оборот вновь преодолел миллиардный барьер и на сегодняшний день составляет 1,5 млрд евро.
В планах компании Schmitz Cargobull укрепление позиций на существующих рынках, а также выход на новые рынки сбыта. В ноябре 2012 года с китайской корпорацией Dongfeng Motor Company, Ltd. был подписан договор о создании совместного предприятия. Его целью является производство седельных полуприцепов для китайского рынка. В апреле 2013 года компания Schmitz Cargobull объявила о строительстве завода в Санкт-Петербурге, Россия.

## Продукты и услуги
Ассортимент продукции Schmitz Cargobull включает:
- седельные рефрижераторные полуприцепы, прицепы и кузова для перевозки продуктов питания и ценной продукции в секторе сухогрузных и низкотемпературных перевозок
- тентованные полуприцепы и бортовые тентованные полуприцепы для перевозок общего назначения и промышленной готовой продукции (напитки, бумага, сталь)
- седельные самосвалы для перевозки сыпучих грузов в области строительства и сельского хозяйства
- контейнеровозы и прицепы со сменными кузовами для интермодальных перевозок
- прицепы и кузовы

Кроме того, для некоторых моделей компания разработала особые модификации с повышенной устойчивостью, предназначенные специально для российского рынка.
Через дочерние предприятия Schmitz Cargobull предлагает своим клиентам следующие услуги:
- Schmitz Cargobull Finance: лизинг и аренда с возможностью последующего выкупа
- Schmitz Cargobull Parts & Services: запчасти и сервисное обслуживание
- Schmitz Cargobull Telematics: телематика трейлеров и услуги по передаче данных
- Schmitz Cargobull Trailer Stores: торговля подержанной техникой

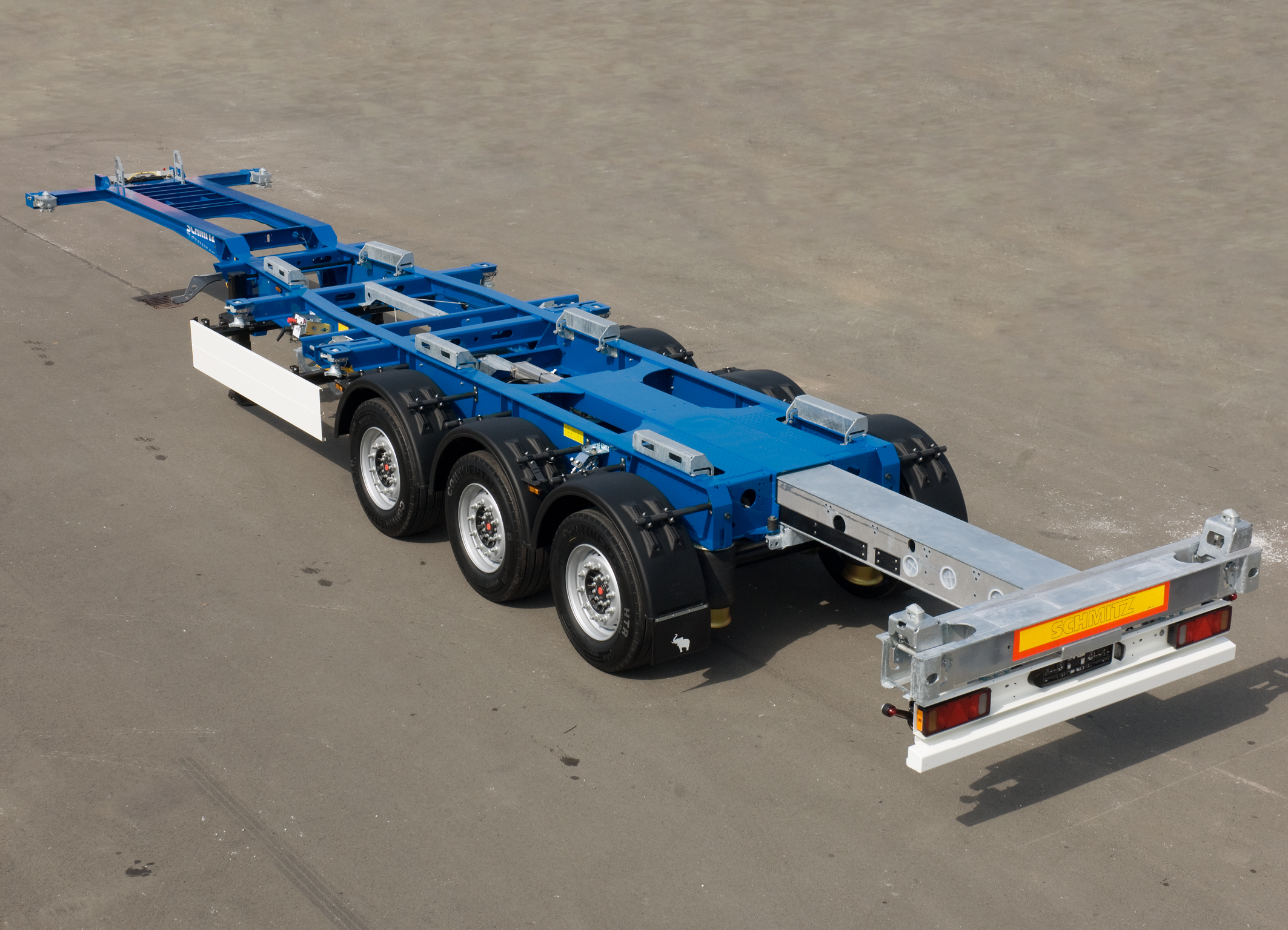
Раздвижной контейнеровоз без груза
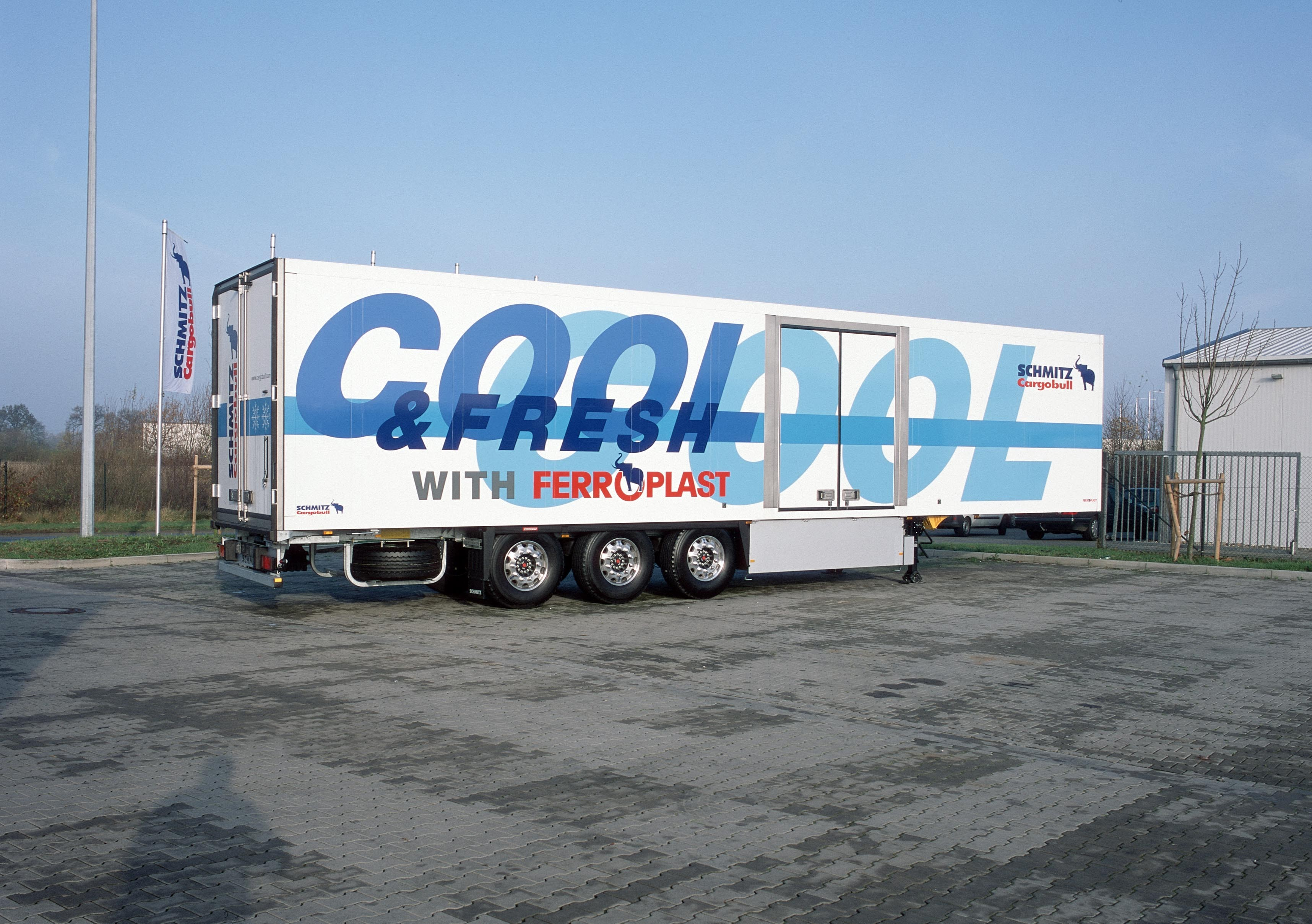
Рефрижератор Cargobull

## Schmitz Cargobull в России
Предприятие Schmitz Cargobull работает на российском рынке с 1980-х годов. Первые поставки новых прицепов в Советский Союз были осуществлены в 1982 году. Заказчиком выступила транспортная компания «Совтрансавто».
В 2006 году было основано ООО «Шмитц Каргобулл Руссланд», стопроцентное дочернее предприятие Schmitz Cargobull AG. Головной офис ООО «Шмитц Каргобулл Руссланд» находится в Москве.
В 2013 году компания Schmitz Cargobull AG запустила производственную линию в Санкт-Петербурге, но пока речь идет о небольших объёмах выпуска. Ещё один, более крупный завод открыт на юге города в 2014 году.
Обслуживанием российских покупателей занимаются центры продаж компании в Москве и Санкт-Петербурге, а также многочисленные региональные представители. Кроме того, к услугам клиентов обширная сервисная сеть, состоящая из более чем 80 мастерских-партнеров на всей территории Российской Федерации.

## Заводы
Основная доля продукции компании производится в Германии, откуда идут поставки в другие страны. Главными рынками сбыта являются Западная, Северная, Центральная и Восточная Европа, а также Ближний и Средний Восток.
На территории Германии заводы компании расположены в городах Альтенберге, Фреден, Гота, Берлин и Тоддин, в Европе, вне Германии — в испанском городе Сарагоса, в литовском Паневежисе, а с 2014 года и в Санкт-Петербурге. В 2014 году открыт ещё один завод — в китайском городе Ухань.
Во всех европейских странах компания Schmitz Cargobull представлена собственными центрами продаж или официальными дистрибьюторами, а её сервисная сеть включает около 1200 авторизованных мастерских по всей Европе включая РФ.

## Торговая марка
Существующее название компании Schmitz Cargobull с логотипом в виде синего слона появилось в конце 1980-х годов. До этого предприятие называлось Schmitz-Anhänger Fahrzeugbau GmbH und Co. KG.